# Toon Osaer
Antoon (Toon) Osaer (Koekelare, 1957) is een Belgisch historicus, redacteur, uitgever en bestuurder.

## Biografie
Osaer studeerde moderne geschiedenis aan de Katholieke Universiteit Leuven en promoveerde er in 1979 tot licentiaat, met een thesis gewijd aan De organisatie van de katholieke partij van het arrondissement Brugge (1918-1936). Datzelfde jaar werd hij wetenschappelijk medewerker aan het in 1976 opgerichte KADOC. Hij bouwde dit katholiek documentatie- en onderzoekscentrum mee uit en legde zich onder meer toe op de inventarisering van de archieven van de Kristelijke Arbeiders Vrouwengilde
 (KAV). In 1984 ging hij aan de slag aan de faculteit Letteren als assistent bij Lode Wils op het departement geschiedenis. 
In 1988 werd hij woordvoerder van kardinaal Godfried Danneels en bleef dit tot die afzwaaide in 2005. In 2004 volgde hij Mark Van de Voorde op (die voor CD&V ging werken) als hoofdredacteur van het Vlaamse katholieke bisdomblad Kerk & Leven. Na de pensionering van professor Ernest Henau in 2007 werd hij daarnaast ook directeur van de Katholieke Televisie- en Radio-Omroep (KTRO). 
In 2009 werd hij algemeen directeur van Uitgeverij Halewijn, uitgever van christelijke literatuur, Kerk & Leven en Tertio.